# Santo Domingo-Caudilla
Santo Domingo-Caudilla es un municipio español de la provincia de Toledo, en la comunidad autónoma de Castilla-La Mancha. El Ayuntamiento surge de la unión de los pueblos de Val de Santo Domingo y Caudilla.

## Toponimia
El nombre "Val de Santo Domingo" se debe a estar ubicado en un valle y a una antigua ermita consagrada a Santo Domingo de Silos. 
El término "Caudilla" podría derivar del latín "caput", cabeza, al descomponerse en "cap-villa", esto es, "cabeza de villa", refiriéndose a que pudo ser cabeza del estado que presidió el castillo que se construyó en el siglo XV.

## Geografía
El municipio se encuentra situado en la Comarca de Torrijos y linda con los términos municipales de Maqueda, Novés, Torrijos, Gerindote, Escalonilla, Carmena, Alcabón y Santa Olalla, todos de Toledo.
Está situado entre las dos cañadas más importantes de España, la Cañada Real y la Cañada Segoviana.

## Historia
El origen de Val de Santo Domingo podría deberse a su situación geográfica, entre las cañadas de La Segoviana y el Camino Real de Madrid. En 1216 aparece en un documento mozárabe donde se cita el pago de la población. Perteneció a la Comunidad de Villa y Tierra de Maqueda, y tuvieron sendas propiedades los dominicos de San Pedro Mártir de Toledo, los jerónimos del monasterio de la Sisla y las bernardas de Santo Domingo de Silos.
Tras la Reconquista, Caudilla fue repoblada en el siglo XII por castellanos viejos. En el siglo XV se hospedó en esta villa Enrique IV en su camino hacia Toledo. En 1477 contribuyó al sostenimiento de la Santa Hermandad de Toledo.
En 1973 se aprueba la fusión de los municipios de Caudilla y Val de Santo Domingo, formando el actual municipio de Santo Domingo-Caudilla.

## Administración
| Periodo   | Nombre                    | Partido       |
| --------- | ------------------------- | ------------- |
| 1979-1983 | Jesús Martín Rodríguez    | UCD           |
| 1983-1987 | Jesús Martín Rodríguez    | AP/PDP/UL     |
| 1987-1991 | Mariano Martín Ramos      | Independiente |
| 1991-1995 | Mariano Martín Ramos      | Independiente |
| 1995-1999 | Mariano Martín Ramos      | PP            |
| 1999-2003 | José Rodríguez Robles     | PSOE          |
| 2003-2007 | José Rodríguez Robles     | PSOE          |
| 2007-2011 | Maudilio Martín Fernández | PP            |
| 2011-2015 | Maudilio Martín Fernández | PP            |
| 2015-2019 | Silvia del Olmo Silvestre | PSOE          |
| 2019-2023 | Silvia del Olmo Silvestre | PSOE          |
| 2023-act. | Silvia del Olmo Silvestre | PSOE          |

## Demografía
Cuenta con una población de 1229 habitantes (INE 2024).
| Gráfica de evolución demográfica de Santo Domingo-Caudilla entre 1981 y 2021 |
| |
| Población de derecho según los censos de población del INE Población de hecho según los censos de población del INEEntre el censo de 1981 y el anterior, aparece este municipio porque se fusionan los municipios 45044 (Caudilla) y 45178 (Val de Santo Domingo) |

## Patrimonio

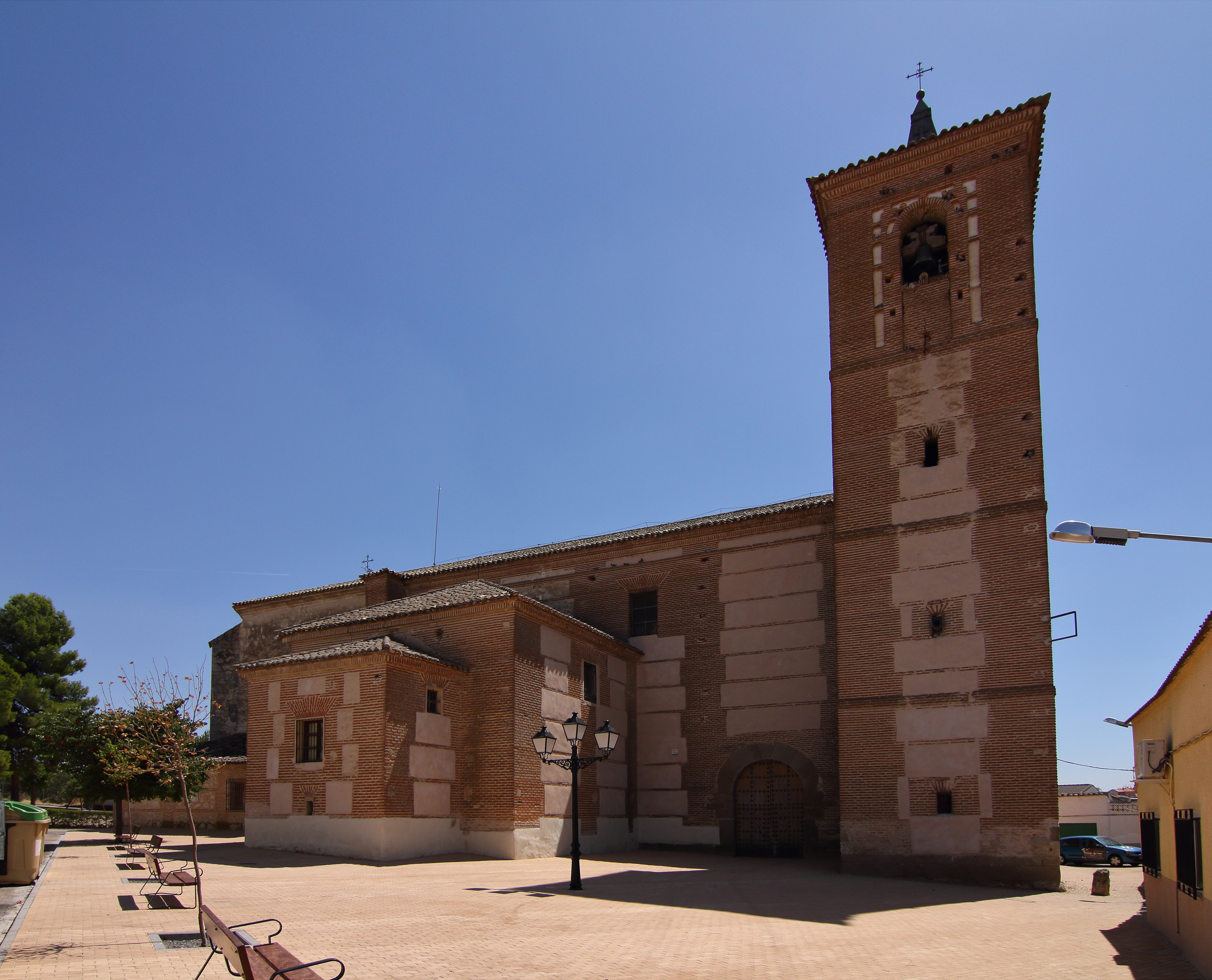
Iglesia Santo Domingo de Silos

A destacar las ruinas del castillo de Caudilla, la ermita de Santa Ana, la iglesia parroquial de Santo Domingo de Silos y Zoo Koki (parque zoológico y botánico).

## Fiestas
- Segunda semana de julio: semana cultural.
- 25 y 26 de julio: fiestas de Santiago y Santa Ana.
- Domingo más cercano al 20 de diciembre: celebración de Santo Domingo de Silos.